# Фыркал (село)
Фыркал (хак. Палты-коль — «Топор-озеро») — село в Ширинском районе Хакасии. Административный центр Фыркальского сельсовета.

## География
Находится на северо-восточном берегу озера Фыркал, в 25 км к северу от районного центра и ж.-д. станции Шира, в 4 км к западу от автодороги Р408 Ачинск — Шира — Троицкое и железнодорожной линии Ачинск — Абакан. 

## История
Основано в 1962 году. Первоначальное название — посёлок Октябрьский.

## Население
| 2002 | 2010 |
| ---- | ---- |
| 943  | ↘716 |

Число хозяйств 328, национальный состав: русские, хакасы (26 %), немцы и др.

## Инфраструктура
Общеобразовательная школа, Дом культуры, библиотека.
На горе в Фыркале находится телебашня радиотелецентра РТРС.